# Carsten Heinze
Carsten Heinze (* 7. November 1969 in Leipzig) ist ein deutscher Pädagoge und Hochschullehrer.

## Leben und Wirken
Carsten Heinze studierte von 1990 bis 1996 an der Universität Leipzig Musik und Geschichte für das höhere Lehramt an Gymnasien. Anschließend arbeitete er an der Universität Leipzig mit einem Promotionsstipendium des Freistaates Sachsen an seiner Dissertation zur Pädagogik in der Zeit des Nationalsozialismus. 2001 wurde er zum Dr. phil. promoviert.
2001 wurde er wissenschaftlicher Mitarbeiter und 2002 wissenschaftlicher Assistent am Lehrstuhl für Pädagogik der Universität Augsburg. 2006 wurde er Akademischer Rat. 2009 habilitierte er sich mit einer Arbeit über die Rolle des Schulbuches im Innovationsprozess.
2010 hatte er eine Vertretungsprofessur für Allgemeine Erziehungswissenschaft an der Pädagogischen Hochschule Schwäbisch Gmünd. 2011 wurde er zum Professor für Allgemeine Erziehungswissenschaft berufen. Von 2011 bis 2012 war er Leiter der Abteilung für Allgemeine Pädagogik und von 2011 bis 2013 Leiter des Instituts für Erziehungswissenschaft. 2013 bis 2016 war er Studiendekan der Fakultät I und von 2016 bis 2018 Prorektor für Forschung, Entwicklung und internationale Beziehungen.
Carsten Heinze ist Mitglied der Deutschen Gesellschaft für Erziehungswissenschaft und arbeitet dort in den Sektionen „Historische Bildungsforschung“ und „Allgemeine Erziehungswissenschaft“. In der Internationalen Gesellschaft für historische und systematische Schulbuch- und Bildungsmedienforschung gehörte er 2001 bis 2011 dem Vorstand an. Weiterhin ist er Mitglied der International Standing Conference for the History of Education, der Internationale Arbeitsgruppe Herbartianismus und der Theodor-Litt-Gesellschaft zur Erforschung und Pflege der geisteswissenschaftlichen Pädagogik.

## Schriften
- Die Pädagogik an der Universität Leipzig in der Zeit des Nationalsozialismus 1933–1945. Dissertation. Universität Leipzig 2001. Klinkhardt, Bad Heilbrunn 2001, ISBN 978-3-7815-1155-2.
- mit Eva Matthes: Johann Friedrich Herbart. Umriß pädagogischer Vorlesungen. WBG, Darmstadt 2003, ISBN 978-3-534-70327-2. 2. Auflage 2010, ISBN 978-3-534-71232-8.
- Das Schulbuch im Innovationsprozess. Bildungspolitische Steuerung, pädagogischer Anspruch, unterrichtspraktische Wirkungserwartungen. Habilitationsschrift. Universität Augsburg 2009. Klinkhardt, Bad Heilbrunn 2011, ISBN 978-3-7815-1723-3.

Herausgeberschaft
- mit Eva Matthes: Didaktische Innovationen im Schulbuch. Konferenzschrift. Klinkhardt, Bad Heilbrunn 2003, ISBN 978-3-7815-1299-3.
- mit Eva Matthes: Interkulturelles Verstehen und kulturelle Integration durch das Schulbuch? Die Auseinandersetzung mit dem Fremden. Konferenzschrift. Klinkhardt, Bad Heilbrunn 2004, ISBN 978-3-7815-1371-6.
- mit Eva Matthes: Das Schulbuch zwischen Lehrplan und Unterrichtspraxis. Konferenzschrift. Klinkhardt, Bad Heilbrunn 2005, ISBN 978-3-7815-1410-2.
- mit Eva Matthes: Die Familie im Schulbuch. Konferenzschrift. Klinkhardt, Bad Heilbrunn 2006, ISBN 978-3-7815-1488-1.
- mit Eva Matthes: Elementarisierung im Schulbuch. Konferenzschrift. Klinkhardt, Bad Heilbrunn 2007, ISBN 978-3-7815-1553-6.
- mit Eva Matthes: Das Bild im Schulbuch. Aufsatzsammlung. Klinkhardt, Bad Heilbrunn 2010, ISBN 978-3-7815-1698-4.
- mit Egbert Witte, Markus Rieger-Ladich: „… was den Menschen antreibt …“ Studien zu Subjektbildung, Regierungspraktiken und Pädagogisierungsformen. Athena, Oberhausen 2016, ISBN 978-3-89896-596-5.

Mit Bente Aamotsbakken, Marc Depaepe, Eva Matthes, Sylvia Schütze und Werner Wiater ist er Herausgeber der Reihe Beiträge zur historischen und systematischen Schulbuch- und Bildungsmedienforschung, die im Verlagssegment „Klinkhardt forschung“ des Verlages Julius Klinkhardt erscheint.